# Nová Kelča
Nová Kelča est un village de Slovaquie situé dans la région de Prešov.

## Histoire
Première mention écrite du village en 1404.

## Démographie

### Évolution de la population
| Année:               | 1994. | 2004.   | 2014.   | 2024.   |
| -------------------- | ----- | ------- | ------- | ------- |
| Nombre de personnes: | 381   | 355     | 385     | 356     |
| Différence:          |       | -6,82 % | +8,45 % | -7,53 % |

| Année:               | 2023. | 2024.   |
| -------------------- | ----- | ------- |
| Nombre de personnes: | 352   | 356     |
| Différence:          |       | +1,13 % |